# Hejnał Bobolic

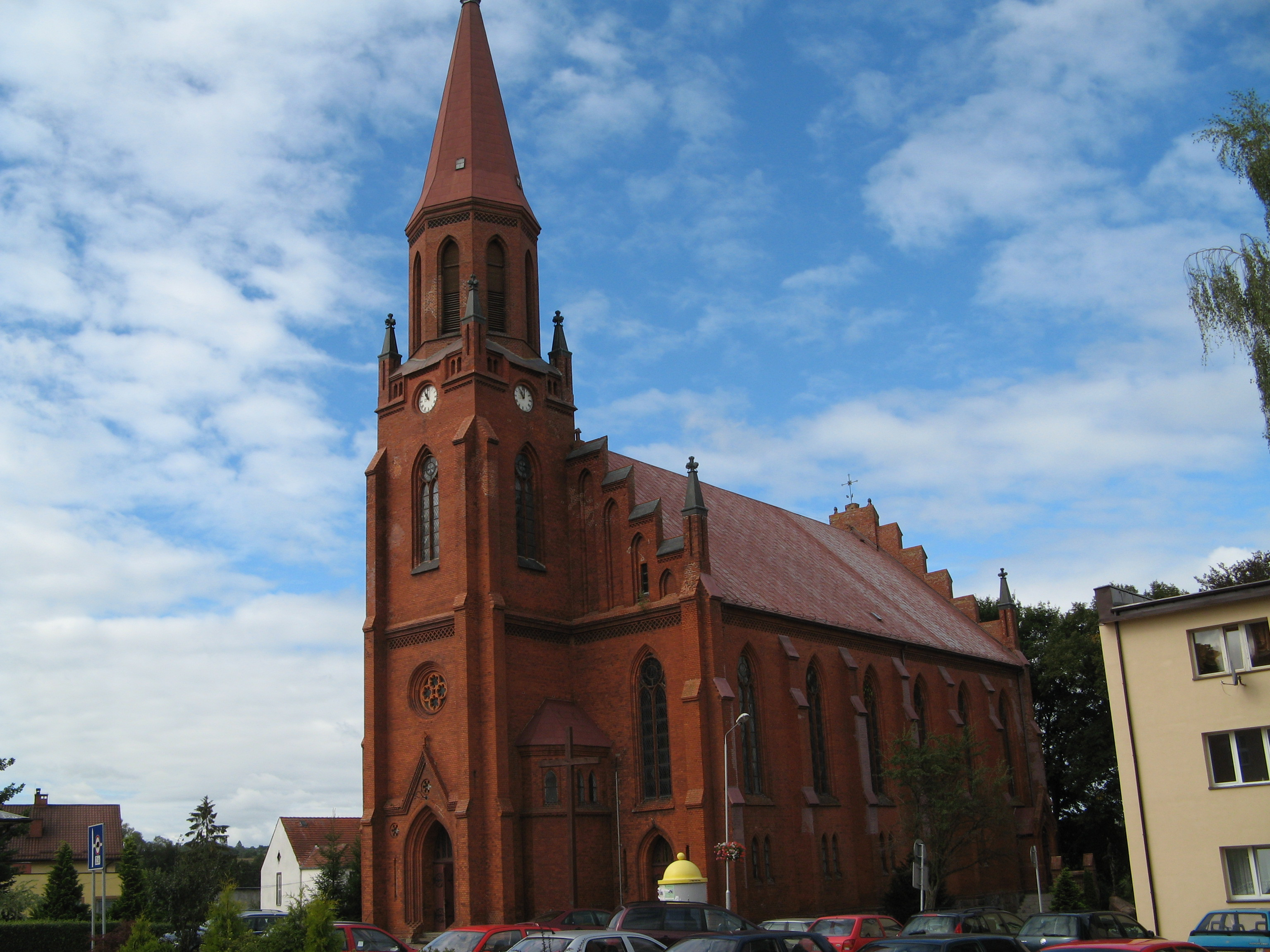
Miejsce odtwarzania hejnału – kościół pod wezwaniem Wniebowzięcia Najświętszej Maryi Panny w Bobolicach

Hejnał Bobolic – 27 kwietnia 2012 r. Rada Miejska w Bobolicach przyjęła uchwałę w sprawie ustanowienia hejnału miasta Bobolice i zasad jego używania. Skomponował go Igor Jankowski z Koszalina. Jest odtwarzany codziennie z wieży kościoła parafialnego pod wezwaniem Wniebowzięcia NMP. Utwór wykonywany jest na dwie trąbki. Prawykonanie dźwiękowego sygnału miasta nastąpiło 20 lipca 2012 roku.